# Глявин, Михаил Юрьевич
Михаил Юрьевич Глявин (род. 14 февраля 1965) — российский физик, специалист в области радиофизики и физической электроники, доктор физико-математических наук, член-корреспондент РАН (с 2025 года). Заведующий отделом и заместитель директора по научной работе Института прикладной физики РАН. Автор более 500 научных работ, 9 патентов, индекс Хирша — 31 (Web of Science).

## Биография
Родился 14 февраля 1965 года.
В 1982 году с золотой медалью окончил школу 40 в городе Горьком (сейчас физико-математический лицей 40 Нижнего Новгорода, школа РАН) и поступил в Нижегородский политехнический институт, который закончил в 1988 году получив диплом по специальности «Инженерная электрофизика». По окончании ВУЗа был принят на работу в Институт прикладной физики РАН (ИПФ РАН) в отдел электронных приборов.
В 1999 году защитил диссертацию «Проблемы генерации высокоэффективных одномодовых колебаний в мощных коротковолновых гиротронах» на степень кандидата физико-математических наук по специальности «Физическая электроника». Руководитель — А. Л. Гольденберг.
В 2009 году защитил диссертацию «Гиротроны для технологических комплексов и диагностических систем» на степень доктора физико-математических наук по специальности «Физическая электроника».
С 2011 по 2024 годы — руководитель лаборатории микроволновых технологий отдела электронных приборов ИПФ РАН.
С 2015 года занимает должность заместителя директора по научной работе ИПФ РАН
С 2017 года руководит отделом электронных приборов ИПФ РАН.
С 2022 года руководит проектом «Создание мощных источников электромагнитного излучения ЭЦР-диапазона» в рамках национального проекта «Новые атомные и энергетические технологии».

Кандидат в мастера спорта по водному туризму СССР, член МКК Нижегородской области. В качестве участника и руководителя совершено более 40 водных походов от 1 до 6 категории сложности по рекам Нижегородской области, Карелии, Кавказа, Алтая, Саян. 

## Научная деятельность
Основные достижения:
- Пионерские работы в области терагерцового (ТГц) излучения: разработка методов селекции типов колебаний, создание электронно-оптических и магнитных систем для гиротронов с рекордными параметрами излучения (частота, мощность, эффективность, спектральные характеристики).
- Разработка мощных гиротронов для установок управляемого термоядерного синтеза.
- Создание микроволновых комплексов на базе гироприборов для промышленных и научных задач, включая микроволновую обработку материалов, скоростное выращивание алмазных пленок и дисков, спектроскопию высокого разрешения, дистанционную диагностику источников ионизирующих излучений.
- Реализация совместных научных проектов с международными научными центрами (Япония, США, Китай).

Область научных интересов включает электронику больших мощностей, генерацию терагерцового излучения, физику газового разряда, спектроскопию, микроволновую обработку материалов. М.Ю.Глявин член диссертационного совета Д002.069.02, секции НТС № 6 Госкорпорации «Росатом» по подготовке и реализации федерального проекта «Разработка технологий управляемого термоядерного синтеза и инновационных плазменных технологий», в 2017-2021 - член экспертного совета РНФ.
К числу наиболее значимых научных результатов относятся следующие: исследование процессов взаимодействия винтовых электронных потоков с собственными модами различных электродинамических систем и предложение новых принципов построения гироприборов; создание серии технологических комплексов для микроволновой обработки материалов, существенно превосходящих по эффективности и функциональным возможностям зарубежные аналоги; формирование основ нового перспективного направления –  мощных источников излучения терагерцового диапазона частот. Под его руководством и при его непосредственном участии получены рекордные частоты, мощности и спектральные характеристики излучения гироприборов как в импульсном (5 кВт/1.0 ТГц; 200 кВт/0.7 ТГц 1 МВт/230 ГГц)), так и в непрерывном режимах генерации (1 кВт/0.26 ТГц 250Вт/527 ГГц); выполнены пионерские работы по инициации локализованного газового разряда для получения ЭУФ излучения, эксперименты по газовой спектроскопии с рекордной чувствительностью, создана серия технологических микроволновых комплексов для различных приложений, включая получение алмазных пленок и дисков.
Ведет преподавательскую работу, осуществляя руководство аспирантами и магистрантами, чтение лекций по курсам "Введение в специальность" (1 курс) и "Вакуумная СВЧ электроника"  (5 курс); в ННГУ им.Лобачевского, факультет ВШОПФ. Преподавательской работой занимается с 2005 года. Доцент ВШОПФ ННГУ, под его руководством подготовлено и защищено более 10 дипломных работ, 2 диссертации на соискание ученой степени кандидата физ.-мат.наук. В 1990-2000 году руководил Летней физико-математической школой для старшеклассников  Нижегородской области, в 2001-2009 годах являлся одним из организаторов Сессии молодых ученых Нижегородской области. С 2015 года куратор совместного проекта лицея 40 Нижнего Новгорода - ННГУ - ИПФ РАН по целенаправленной профориентации школьников и подготовке научных кадров.
За годы работы неоднократно выезжал за рубеж. С 1999 по 2013 часть времени работал в Японии, в центре разработки приборов дальнего инфракрасного диапазона университета Фукуи, в качестве приглашенного профессора. Руководил совместными научными исследованиями с Центром разработки приборов дальнего инфракрасного диапазона (FIR FU, Fukui, Japan), Мэрилендским университетом, институтами Академии наук Китайской народной республики. С 2022 года является руководителем проекта по созданию источников излучения для ЭЦРН плазмы в установках УТС в рамках национального проекта «Новые атомные и энергетические технологии”.
Принимал участие в организации различных российских и международных конференций в качестве члена программного и организационного комитетов (Int.Conference on Infrared, Millimeter and Terahertz Waves, International Advisory Committee IVEC, International Conference Terahertz and Microwave Radiation: Generation, Detection and Applications). Председатель оргкомитета регулярных конференций: Всероссийский семинар по радиофизике миллиметровых и субмиллиметровых волн, Нижний Новгород; Joint Russian-German Meeting on ECRH and Gyrotrons, Нижегородской молодёжной научно-практической междисциплинарной конференции.
Награжден благодарностями губернатора Нижегородской области (2009, 2021), грамотой президиума РАН и центрального совета профсоюза РАН (2009), медалью к 300-летию со дня рождения Ломоносова (2012), почетным знаком Нижегородской региональной профсоюзной организации РАН (2015), почетным знаком профсоюза РАН (2022) и медалью «300 лет РАН» (2024).

## Научно-организационная деятельность
- Член Экспертного Совета РНФ (инженерные науки) (2017—2021).
- Член редакционной коллегии журнала «Известия ВУЗов. Радиофизика».
- Профессор Высшей школы общей и прикладной физики ННГУ им. Н. И. Лобачевского.

## Публикации и патенты
Автор более 500 научных работ и 9 патентов РФ.
- Список публикаций на сайте Google Scholar https://scholar.google.com/citations?user=byCZfksAAAAJ&hl=ru